# Gvajanski kreolski jezik
Gvajanski kreolski (Gvajanski kreolski engleski; ISO 639-3: gyn), jedasn od kreolskih jezika temeljen na engleskom [eng], kojim govori oko 250 000 Afrogvajanaca i Indogvajanaca (Hindusa) u Gvajani i oko 50 000 ljudi u Surinamu (1986 SIL).
Većina govornika živi u Georgetownu, uz obalu i rijeku Rupununi u Gvajani. Rupununski dijalekt možda je poseban jezik. Prvi je ili 2. jezik većine Gvajanaca, ali nema službenog statusa.

## Vanjske poveznice
- Ethnologue (14th)
- Ethnologue (15th)